# 末冨芳
末冨 芳（すえとみ かおり、1974年 - ）は、日本の教育行政学者、日本大学文理学部教育学科教授。

## 来歴
京都大学教育学部を卒業後、同大学院教育学研究科を修了する。教育行政学研究の若手研究者。研究テーマとしては教育費の公私負担関係の在り方、子供の貧困対策における教育支援などがある。
このほか文部科学省・教育再生の実行に向けた教職員等指導体制の在り方に関する検討会議委員（2014年）を経て、内閣府・子供の貧困対策に関する検討会構成員（2014年 - ）、そして内閣府・子供の貧困対策に関する有識者会（2016年）等の政府委員を歴任する。参議院文教科学調査室客員研究員（2014年 - ）。

## 人物・交友関係

### 創価学会・公明党
- 宗教二世問題におけるカルト宗教か否かの線引きについて、公明党は「創価学会との協議内容を公開など」していると主張し、「重要な先行ルールの蓄積がある」から自民党など他党は参考にすべきとしている[5]。宗教二世事例から創価学会や公明党を批判する者たちについて、「宗教の問題とはき違え」ている主張し、「憤りすら覚えます。」と表明している。政教分離の観点からの公明党批判者についても、「憲法の原則に真摯に向き合い、国民への説明責任や透明性の担保に努めてきたのは公明党」と強調している。公明党を「宗教団体から支持を受けるすべての政党が見習わなければなりません」「政教分離に関して他政党の模範となっているのが公明党」と賛美している[3]。
- 創価学会機関誌の聖教新聞にて、池田大作名誉会長が、「対話の目的は平和」という繰り返し強調していたとし、「なんて優れたセンスだろう！」と尊敬の念を抱いていることを明かしている[2]。そして、池田名誉会長が「対話」の目的を「平和」であると強調されてきた理由について、「私なりに考えてみました。」とし、「それは「平和」という一語の中に、「自由」も「正義」も含まれているからではないか――」と主張している[1]。

### NPO法人
- NPO法人のフローレンスの駒崎弘樹代表理事と子ども家庭庁に対する提言トークイベントを行った[6]。
- こども性暴力防止法成立後の2024年6月19日に、NPO法人フローレンスが主催して厚労省内で開いた記者会見に赤坂緑代表理事らと同席した。そして、記者会見にて「いろいろな障壁があり、ここに至る道はたいへん厳しかった。やっと、子どもたちを性暴力から守るスタートラインにつけた」と強調した。日本版DBSの運用開始に向けて学校などの責任体制整備と国の支援体制、教員や保育士の養成課程のカリキュラム改善、加害防止プログラムの拡充などを課題に挙げた[7]。

### その他
- 2024年、駐日シンガポール大使館の外交官が男子生徒盗撮による破廉恥罪の疑いを受け、外交官特権を利用して海外に逃れたことに対し、朝日新聞デジタル記事へのコメント欄で「日本国民の安全確保のためにも犯罪者外交官の氏名・顔写真を公表すべき」との見解を示した[8]。
- 2024年5月の教員不足改善のための文部科学省中央教育審議会まとめ（中教審まとめ）については、働き方改革を加速し、教師の処遇を改善すると評価した。また給特法が廃止された場合における最悪シナリオとして、給与水準を引き下げて残業代を支給する地方自治体が多く出ることがあるだろうと推測している。給特法改正をめぐって紛糾する教育の政策共同体を見て、「ほくそえんでいるのは財務省」との持論を主張した[9]。

## 著作
- 『子育て罰 「親子に冷たい日本」を変えるには』（光文社新書・桜井啓太との共著）
- 『教育費の政治経済学』（勁草書房）

## 博士論文
- 戦後日本における公私教育費負担構造の研究」末冨, 芳 神戸大学 博士 (学術) 乙第3083号 2009-12-18